# 西村可明
西村 可明（にしむら よしあき、1942年5月13日 - ）は、日本の経済学者、一橋大学名誉教授。一橋大学副学長、公益財団法人環日本海経済研究所理事長兼所長、日本学術会議会員等を歴任した。

## 略歴
東京生まれ。1968年横浜国立大学経済学部卒、1971年一橋大学大学院経済学研究科修士課程修了。指導教官は関恒義。1974年一橋大学大学院経済学研究科博士課程単位修得退学。指導教官は宮鍋幟。
1974年一橋大学経済研究所経済体制研究部門助教授、1985年教授。
1986年「現代社会主義における所有と意思決定」で一橋大学経済学博士。審査員は関恒義、高須賀義博、久保庭眞彰。
2002‐2004年一橋大学経済研究所所長、2004－2008年副学長、定年退任、名誉教授、2009年1月 ERINA所長、2010年同理事長兼所長。
2003‐2005年日本学術会議会員。指導学生に塩原俊彦など。

## 著書
- 『現代社会主義における所有と意思決定』岩波書店 一橋大学経済研究叢書 1986
- 『社会主義から資本主義へ ソ連・東欧における市場化政策の展開』日本評論社 1995

### 共編著
- 『市場経済化と体制転換 ソ連・東欧・中国』編著 日本貿易振興会 1992
- 『ロシアの市場経済化 日本の経験と知的支援』米村紀幸共編著 サイマル出版会 1992
- 『旧ソ連・東欧における国際経済関係の新展開』編著 日本評論社 2000
- 『ロシア・東欧経済 市場経済移行の到達点』編 日本国際問題研究所 ロシア研究 2004
- 『移行経済国の年金改革 中東欧・旧ソ連諸国の経験と日本への教訓』編著 ミネルヴァ書房 Minerva現代経済学叢書 2006

### 翻訳
- ヴラジーミル・ペトロヴィッチ・シュクレドフ『社会主義的所有の基本問題 経済と法』岡稔共訳 御茶の水書房 1973
- W.ブルス, K.ラスキ『マルクスから市場へ 経済システムを模索する社会主義』佐藤経明共訳 岩波書店 1995